# Cazaux-Debat
Cazaux-Debat é uma comuna francesa na região administrativa de Occitânia, no departamento dos Altos Pirenéus. Estende-se por uma área de 1,48 km². Em 2010 a comuna tinha 33 habitantes (densidade: 22,3 hab./km²).